# Bunker Diary
Der Roman Bunker Diary (englischer Originaltitel: The Bunker Diary) von Kevin Brooks handelt von sechs Personen verschiedenen Alters und sozialem Hintergrund, die entführt und zusammen in einen Bunker gesperrt wurden. Die Hauptperson Linus Weems schildert die Ereignisse während der Gefangenschaft in Form von Tagebucheinträgen.

## Handlung
Die Erzählung beginnt mit der Entführung der Hauptperson Linus Weems. Dieser wurde von einem Unbekannten betäubt und wacht allein in einem Bunker wieder auf. Kurze Zeit später kommt ein neunjähriges Mädchen namens Jenny dazu. Bei einer Erkundung der unterirdischen Bunkeranlage, in der es lediglich einen Flur, ein Bad, eine Küche, einen Aufzug und sechs Zimmer gibt, findet Linus heraus, dass sie rund um die Uhr von Kameras und Mikrofonen überwacht werden. 
Im Verlauf der weiteren Handlung werden weitere Personen entführt und in den Bunker gebracht: die Immobilienmaklerin Anja, der heroinabhängige Schlosser Fred, der Wirtschaftsberater William Bird und der Naturphilosoph und Physiker Russel Lansing.  
Keine der sechs Personen weiß, warum sie in dem Bunker gelandet ist. Gemeinsam versuchen sie, ihre Möglichkeiten auszuloten und das Zusammenleben bestmöglich zu organisieren, was auf Grund der Ausnahmesituation allerdings nicht immer gelingt. Durch Zettel, die die Insassen in den Aufzug legen, können die Entführten mit ihrem Kidnapper kommunizieren und ihn um Alltagsgegenstände und Essen bitten, was ihnen in manchen Fällen auch gewährt wird. 
Versuche seitens der Insassen, die Kameras und Mikrofone zu zerstören oder zu fliehen, ziehen harte Repressionen in Form von Essensentzug, Gasausströmung, Lärmbelästigung oder extreme Hitze und Kälte nach sich. An einer Stelle schickt der Entführer sogar einen aggressiven Dobermann mit dem Aufzug in den Bunker, der William Bird schwer verletzt. Zudem spielt der Kidnapper verschiedene „Spielchen“ mit seinen Opfern, indem er die Zeit manipuliert, ihnen Alkohol und andere Drogen schickt oder sie gar zum Töten mit dem Ausblick freizukommen auffordert. 

## Personen
- Linus: Linus Weems ist sechzehn Jahre alt und wohnte seit einem Jahr auf der Straße, nachdem er von zuhause weggelaufen war. Der kluge, fürsorgliche, aber letztlich auch von starken Selbstzweifeln geprägte Jugendliche wurde von einem Mann, der vorgab, blind zu sein, entführt.
- Jenny: Jenny Lane ist neun Jahre alt und Schülerin. Sie wohnt in 1 Harvey Close, Moulton, Essex. Sie wurde auf dem Schulweg von einem „Polizisten“ entführt. Dem Alter entsprechend, ist sie sehr klein, schmal gebaut und trägt billige Kleidung, aber neue Turnschuhe mit ausgefransten Schnürsenkeln.
- Anja: Anja Mason ist Ende zwanzig und arbeitet als erfolgreiche Immobilienmaklerin. Sie ist bei einer Immobilienbesichtigung vom Entführer, der als Kunde getarnt war, entführt worden. Mason hat blonde Haare, eine schmale Nase, einen geschwungenen Mund und perfekte Zähne. Ihr Mann arbeitet in der Chemiebranche, sie wird als arrogant und selbstverliebt beschrieben.
- Fred: Der heroinabhängige Autoschlosser wird auf Ende 20 geschätzt, ist sehr groß und breit gebaut. Er wurde entführt, indem er von einem Lieferwagen angefahren und anschließend mit einer Eisenstange niedergeschlagen wurde. Er wirkt abgebrüht und hart und hat viele Tätowierungen und Narben.
- Bird: William Bird ist 38 Jahre alt und Wirtschaftsberater in London. Er wohnt in der Nähe von Chelmsford und wurde in einer nahegelegenen Bar mit Rohypnol betäubt. Im Buch wird er als sehr dick mit schwarzen lockigen Haaren und Schuppen auf den Schultern beschrieben. Allgemein jammert er viel und wirkt recht unsympathisch.
- Russel: Der fast 70-jährige Naturphilosoph, Physiker und Autor Russel Lansing hat schwarze Haut, nur ein Auge und ist homosexuell. Er wirkt sehr freundlich und stellt für Linus eine Vertrauensperson dar. Lansing hat einen Gehirntumor und leidet im Verlauf der Handlung mehr und mehr unter der Situation im Bunker. Er hat den Entführer unwissend in einer Bar kennengelernt, der ihn schließlich nach Hause begleitete.

## Auszeichnungen
- 2014: Carnegie Medal[1]

## Ausgaben
- Kevin Brooks: Bunker Diary, deutsche Ausgabe 2013, 288 Seiten, ISBN 9783423716734 (Taschenbuch-Ausgabe, dtv)